# Jingpo

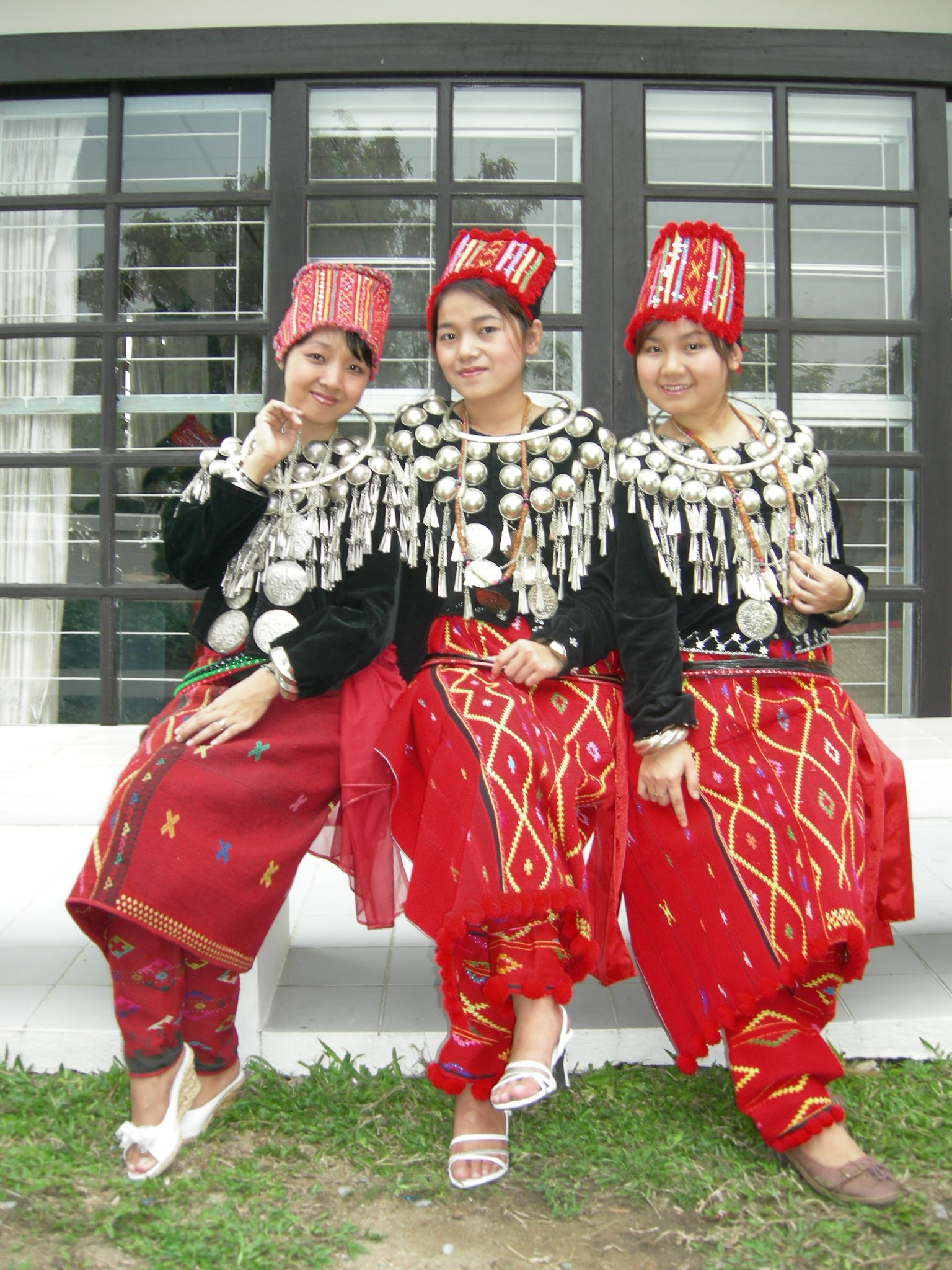
Kachin-Frauen in Tracht

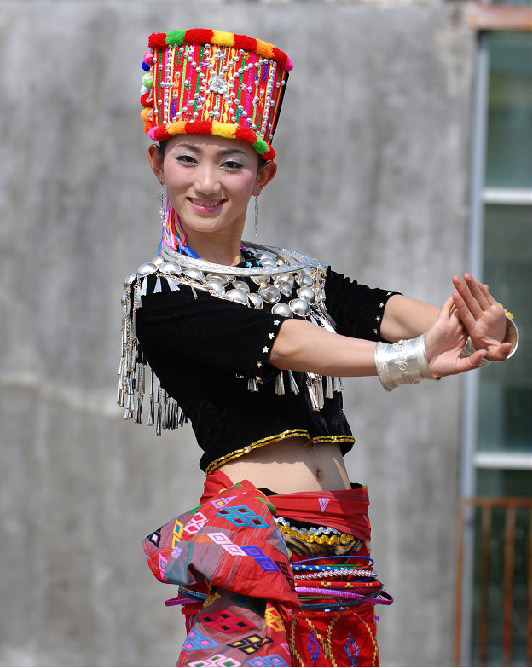
Jingpo-Tänzerin

Die Jingpo bzw. Kachin bzw. Singpho (chinesisch 景颇族, Pinyin Jǐngpōzú; auch: Jingpho, Jingp’o) sind eine ethnische Gruppe in China, Myanmar und Indien.
In China sind die Jingpo eine der 55 offiziell anerkannten ethnischen Minderheiten. Sie leben vor allem in der Provinz Yunnan. Nach der letzten Volkszählung im Jahr 2010 zählen sie 147.828 Menschen. Sowohl in China wie auch in Myanmar werden mehrere Gruppen, die sich linguistisch z. T. stark voneinander unterscheiden, zur Jingpo- bzw. Kachin-Nationalität gerechnet.
In Myanmar (Birma), vor allem im Kachin-Staat, im äußersten Norden des Landes, sind die Jingpo eine sehr bevölkerungsstarke ethnische Minderheit. Sie stellen ca. 1,4 % der Gesamtbevölkerung Myanmars.  In Myanmar umfasst der Begriff „Kachin“ Gruppen, die verschiedene tibetobirmanische Sprachen sprechen, also die Jingpaw (Jingpo im engeren Sinne), die Duleng, die Maru (Lawngwaw), die Rawang, die Zaiwa und die Lachik (Lashi). Manchmal werden sogar die Lisu hinzugerechnet, die wie Zaiwa und Maru eine nördliche lolo-birmanische Sprache sprechen und in China, Thailand und Indien als eigenständige Nationalität anerkannt sind.
In Indien leben rund 7200 Jingpo (Singpho) in 13 Dörfern der Distrikte Lohit und Changlang des Bundesstaates Arunachal Pradesh und des Distrikts Tinsukia (Hauptstadt: Tinsukia) im Bundesstaat Assam. Da China über 90 % des Territoriums von Arunachal Pradesh als sein eigenes Staatsgebiet betrachtet, sieht es die dort lebenden Jingpo (knapp 7000) als Teil der eigenen ethnischen Minderheit der Jingpo.

## Sprachen
Bei den Jingpo Chinas sind fünf Sprachen verbreitet, von denen vier auch bei den Kachin in Myanmar gesprochen werden.

### Jingpo
Etwa 900.000 Menschen in Myanmar und ca. 40.000 in China sprechen Jingpo (景颇语, im Englischen auch Jinghpaw geschrieben, in Myanmar oft Kachin genannt). Die Sprache Jingpo gehört zur Bodo-Konyak-Jingpho-Untergruppe des Tibetobirmanischen. Es dient als Verkehrssprache zwischen den verschiedenen Gruppen der Jingpo/Kachin, sowohl in China als auch in Myanmar. Eine standardisierte Version, die in China gelehrt wird, beruht auf dem Dialekt von Enkun.

### Zaiwa
Zaiwa (auch Tsaiva oder Tsaiwa geschrieben; auf Jingpo heißt die Sprache Atsi, auf Chinesisch Zǎiwǎyǔ 载瓦语 und auf Birmanisch Zi) wird von etwa 80.000 Menschen in China und etwa 30.000 in Myanmar gesprochen. Zaiwa gehört zur lolo-birmanischen Untergruppe des Tibetobirmanischen. Nach der Gründung der Volksrepublik China wurde eine Schriftsprache auf Grundlage des Dialekts von Longzhun (in der Gemeinde Xishan im Kreis Luxi) geschaffen, die mit dem lateinischen Alphabet geschrieben wird. Diese Schriftsprache wurde 1957 offiziell eingeführt.

### Maru
Maru (auf Chinesisch 浪莪語 Làng'éyǔ, auch 嬤魯語 Mólǔyǔ genannt) wird von etwa 100.000 Menschen in Myanmar und von etwa 3.500 in China gesprochen. In einigen chinesischen Quellen werden allerdings bis über 20.000 Sprecher des Maru in China angegeben. Wie das Zaiwa gehört es zur lolo-birmanischen Untergruppe des Tibetobirmanischen.

### Lashi
Lashi (auf Chinesisch 勒期語 Lèqíyǔ) wird von etwa 30.000 Menschen in Myanmar und von knapp 2.000 in China gesprochen. Wie das Zaiwa gehört es zur lolo-birmanischen Untergruppe des Tibetobirmanischen.

### Bela
Einen Sonderfall stellen 2.000 bis 3.000 Jingpo nahe der Stadt Luxi im Autonomen Bezirk Dehong der Dai und Jingpo dar. Gut 400 von ihnen sprechen Bela (auch Pela, auf Chinesisch 波拉語 Bōlāyǔ, auch 布拉語 Bùlāyǔ genannt), eine Sprache, die erst 2004 beschrieben wurde und offenbar dem Zaiwa sehr nahesteht. Aus Myanmar sind keine Bela-Sprecher bekannt.